# Stelian Burcea
Stelian Burcea (n. 7 octombrie 1983 în Pitești, județul Argeș) este un jucător român de rugby în XV. Evoluează pe postul de linia a treia (flanker).

## Carieră
S-a apucat de rugby la vârsta de 12 ani, pentru a-l urma pe fratele lui. După ce s-a format la clubul Arpechim Pitești, a jucat pentru CS Dinamo București, cu care a cucerit titlul național în 2004, 2007 și 2008. În anul 2010 a plecat la CSU AV Arad. După un sezon s-a alăturat clubului RCM Timișoara, de care a devenit căpitan. Cu această echipă, a câștigat SuperLiga în 2012 și 2013.
Și-a făcut debutul la echipa națională a României într-un meci amical cu Franța în iunie 2006. A participat la Cupa Mondială de Rugby din 2011 și cea din 2015.
Până în octombrie 2015, a strâns 52 de selecții în națională și a marcat 20 de puncte, înscriind patru eseuri.